# إعفاء ضريبي
الإعفاء الضريبي هو إعفاء من جميع أو بعض الضرائب التي تفرضها الدولة، الهدف منه تخفيف عبء الضرائب المفروضة على شريحة معينة من المجتمع ترغب الحكومة في تشجيعها اقتصاديًا (مثل المنظمات الخيرية)  لتعزيز نوع من النشاط الاقتصادي عن طريق تخفيض عبء الضرائب المفروضة على تلك المنظمات أو الأفراد المشاركة في هذا النشاط.

## استثناءات مالية خاصة
تسمح بعض السلطات القضائية بتقليل الضرائب المالية ويمكن الإشارة اليها باسم الاستثناءات المالية. على سبيل المثال، في معظم ولايات أمريكا تسمح أنظمة الضرائب بحسم كمية معينة من الدولارات لعدة تصنيفات محددة من الاستثناءات الشخصية. يمكن لبعض الأنظمة أن تعطي حدا بحيث تنزع هذه الاستثناءات بعده.

## وصلات إضافية
- United States:
  - IRS Publication 557, Tax-Exempt Status for Your Organization
  - IRS FAQs about Tax-Exempt Organizations
- Qualifications And Conditions For Personal Income Tax Exemptions
- UK:
  - HMRC web site
  - HMRC manuals by subject